# Kajka královská
Kajka královská (Somateria spectabilis) je arktický druh kachny z řádu vrubozobých. Samci jsou výrazně pestře zbarvení – mají černé tělo a křídla (s bílými stranami kostřece a loketními letkami), lososově růžovou hruď, temeno a šíji modré s červeným nádechem a výrazný oranžový hrbol u kořene červeného zobáku. Samice jsou nenápadné, hnědé, podobné kajce mořské, od níž je lze odlišit podle tvaru opeření u kořene zobáku a tmavé špičky zobáku. Hnízdí na jezírkách v arktické tundře a u pobřeží, zimuje podél moře. Dospělý samec zalétl v únoru 1996 také do České republiky.

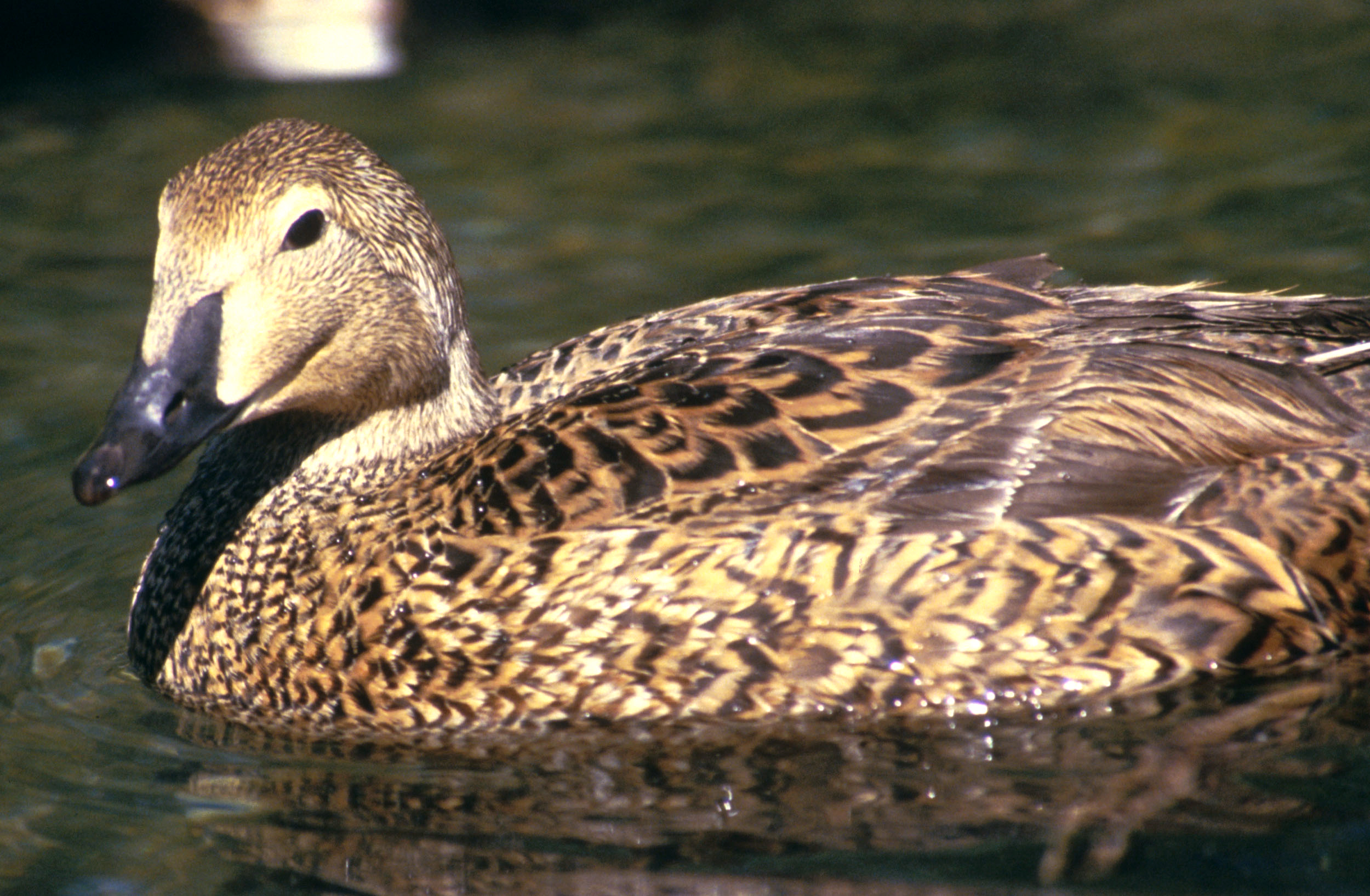
Kajka královská, samice
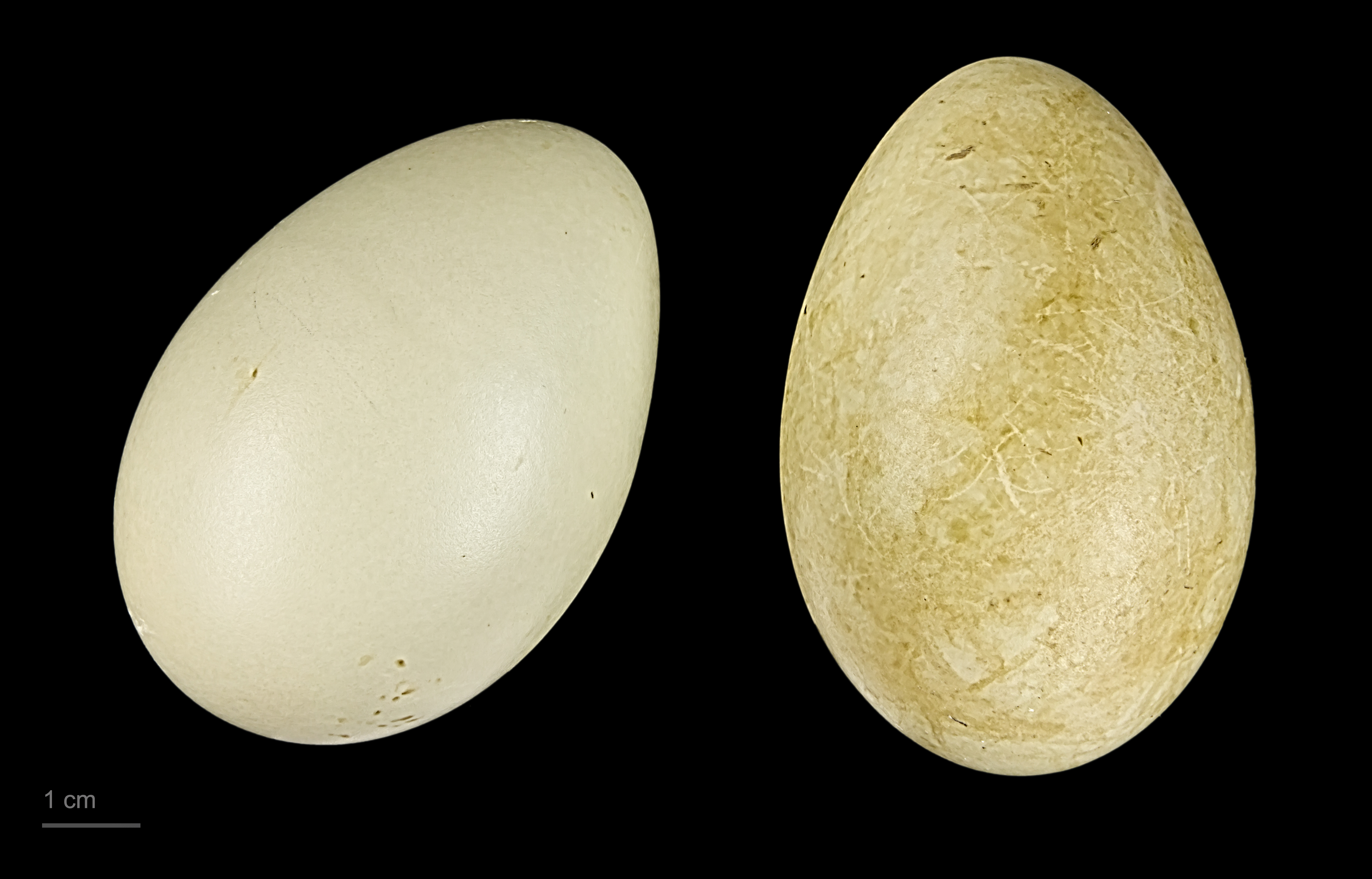
Vejce kajky královské (Somateria spectabilis)